# Kronhofgraben
Koordinaten: 46° 37′ 50″ N, 13° 2′ 48″ O

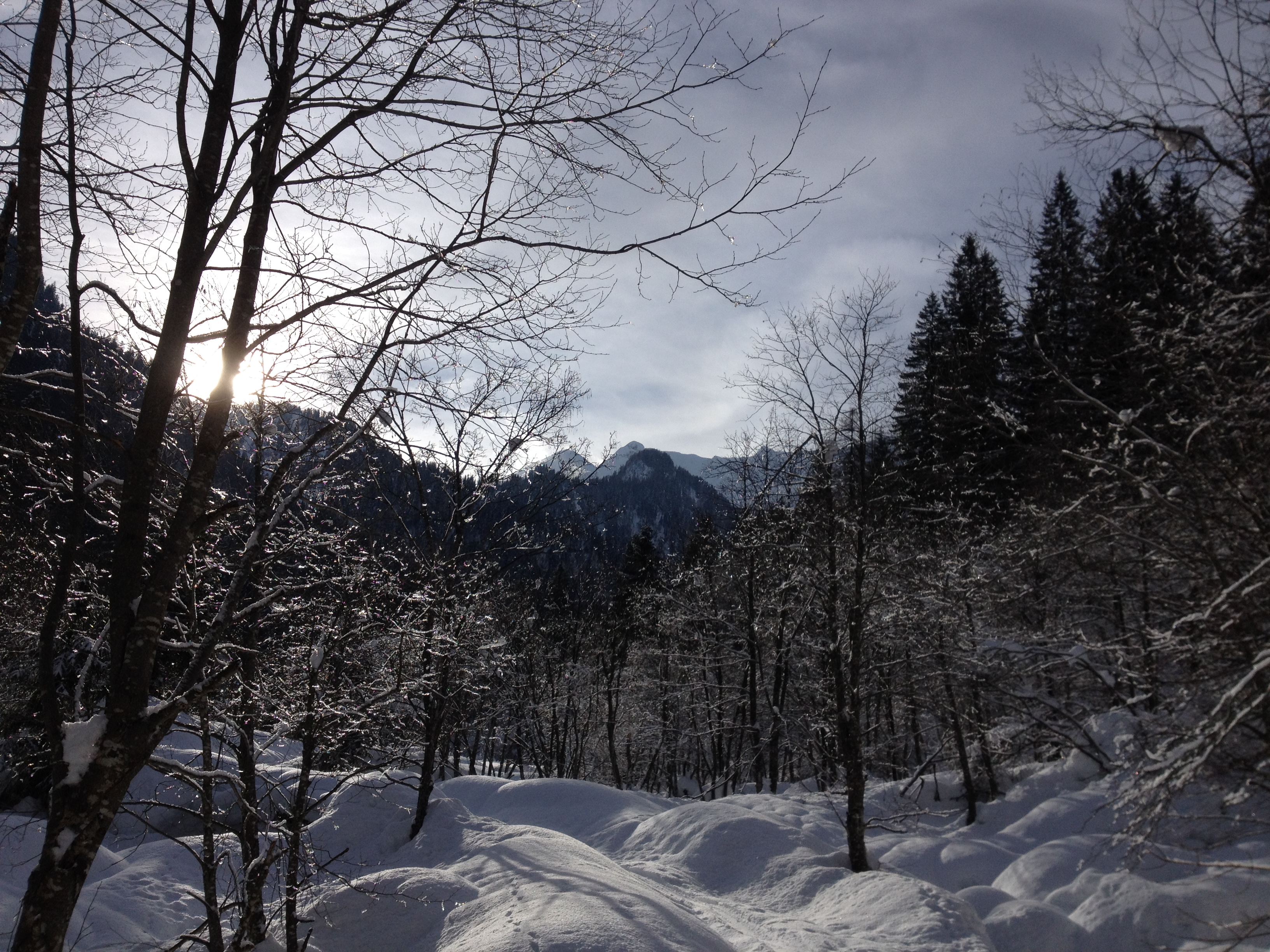
Kronhofgraben im Winter

Der Kronhofgraben ist ein etwa 6,2 km langer Graben (Tal), der im Ort Weidenburg in Kärnten seinen Anfang nimmt und sich von dort in Richtung Kronhofer Törl zieht. Der Kronhofgraben ist mit dem südlich angrenzenden Promoser Gebiet ein Natur- und Kulturraum, der sich durch Vielfalt und Gegensätzlichkeit auszeichnet. Durchflossen wird das Gebiet vom Assnitzbach und dem darin einmündenden Frondellbach.

## Überblick
Der unterste Teil des Grabens bis zu einer Seehöhe von etwa 1000 m, der von der Talform her einer Klamm gleichkommt, ist gesäumt von steil abfallenden Felswänden. Der danach folgende größte Teil des Kronhofgrabens, der nur mehr geringe Steigungen aufweist, entspricht einem Kerbsohlental, das zur Unteren Bischofalm hin immer breiter wird. Bevor der Kronhofgraben in einem Kessel beim Kronhofer Törl (1785 m) endet, hat er nochmals kurz den Charakter einer Schlucht.
Seinen landschaftlichen Reiz verdankt der Kronhofgraben dem relativ schnellen Wechsel von Nadelwäldern im untersten Teil zu einzelnen älteren Buchen, die sich unter die Nadelholzbestände mischen. Bereits ab einer Seehöhe von 1100 m existieren, neben den Almflächen der Unteren Bischofalm, nur mehr allerlei wilde Buschbestände und Grünerlen und schließlich felsige, mit Gras bewachsene Steine. Bereits sehr früh führte ein Weg neben dem Assnitzbach durch den Kronhofgraben. Erst in den 1970er-Jahren wurde dieser durch den heutigen Fahrweg, der früher wie heute ein wichtiger Zufahrtsweg zur Bruggeralm (Klein Frondell Alm), zur Köderalm, zur Kronhofer Alm, zur Bischofalm (früher Deutsche Skarnitz- oder Gurnigalm), zur Walischen Skarnitzalm und zur Frondell Alm ist. Dabei diente der Weg, wovon noch heute einige Ruinen neben dem Bach zeugen, nicht nur der Versorgung der Almen, sondern auch Mühlen und Sägewerke wurden mit dem Wasser des Baches angetrieben.
Als Gebirgsbach ist der Assnitzbach ein ideales Fischrevier mit vielen heimischen Fischsorten. Durch die unkontrollierte Wasserentnahme für ein Wasserkraftwerk ist es in der Vergangenheit immer wieder zu Schäden am Fischbestand des Assnitzbaches gekommen. Kurz bevor der Kronhofgraben in dem Ort Weidenburg endet, befindet sich eine Fischzucht, die vom Wasser des Baches gespeist wird.

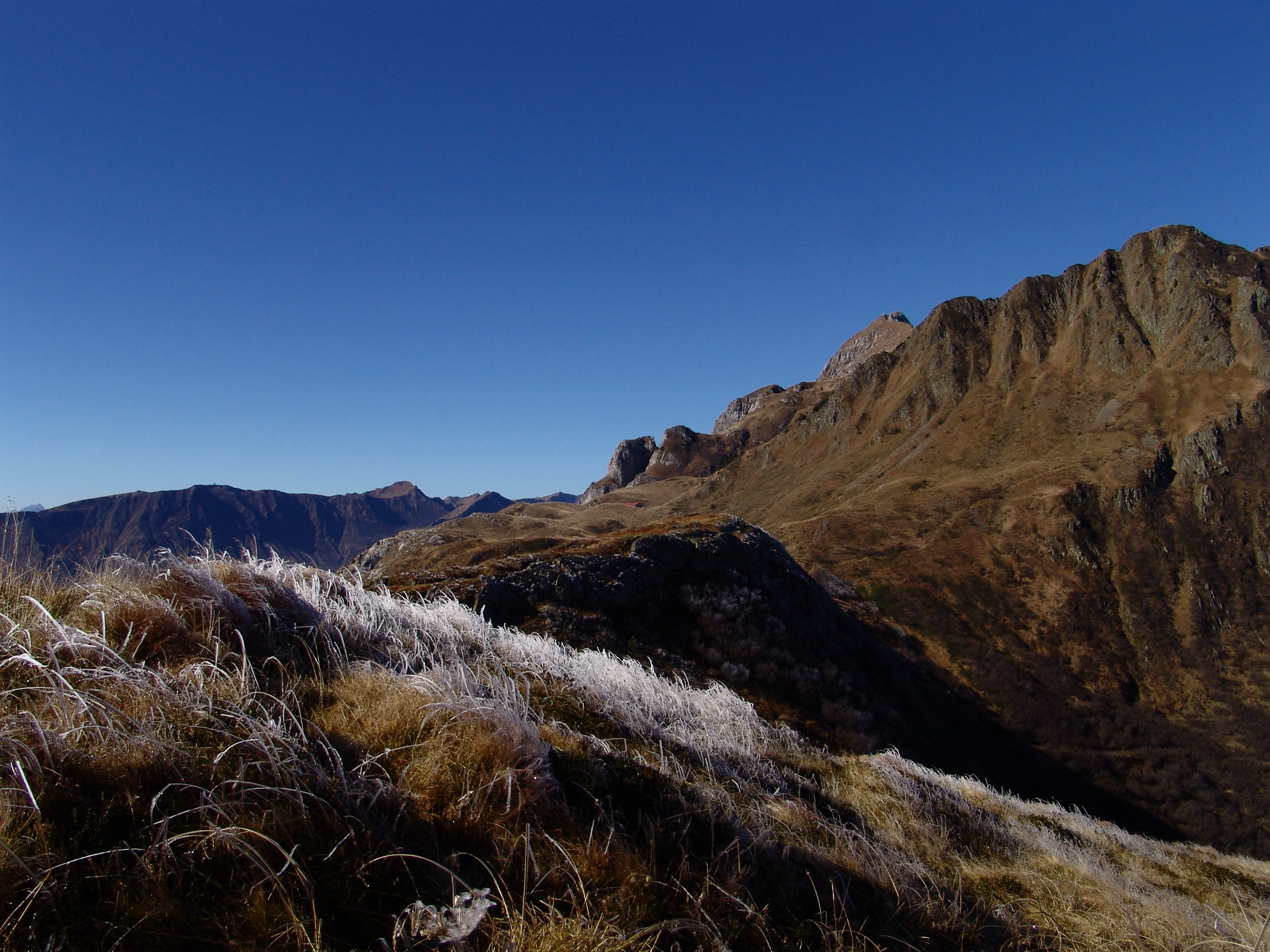
Am Promoser Kronhofer Tor

## Karnischer Höhenweg
Der Karnische Höhenweg bildet einen Abschnitt der Via Alpina, genauer des Roten Weges der Via Alpina. Die Etappe ist R20: Über den Köderkopf (2150 m) zur Unteren Valentinalm (1211 m).
Ab der Zollnerseehütte und bis auf den Köderkopf verläuft die Etappe im Bereich des Kronhofgrabens. Vorbei an der Oberen Bischofalm und in der Flanke des Monte Skarnitz strebt der Weg nach Westen. Knapp unterhalb des Kronhofer Törls vorbei, steigt die Route jetzt an über die Köderalm auf den Köderkopf, wo sich noch der Tiefblick zur Oberen Frondellalm bietet. (Anders als die Weitwanderer, unterwegs auf Via Alpina Richtung Westen, marschieren die dezidiert „Karnischen“ Wandertouristen meistens in umgekehrter Richtung nach Osten, von den höheren zu den niedrigeren Bergen.)

## Skibergsteigen in den Flanken des Kronhofgraben
Der bekannte Schitouren-Autor Robert Zink führt die Köderhöhe (2228 m), das Laucheck (2156 m) und den Hohen Trieb (2199 m) mit Monte Scarniz (2175 m) als direkt vom Kronhofgraben aus zu besteigende Skigipfel an.

## Gailtaler Almen im Kronhofgraben
Heute gibt es im Bereich des Kronhofgrabens zwei bewirtschaftete und käseproduzierende Almen, die Untere Bischof Alm und die Frondell Alm. Diese Almen sind beim Verein Gemeinschaft der Gailtaler Almsennereien und produzieren den Gailtaler Almkäse g.U. Weiters ist die Bischofalm Partnerbetrieb von Slow Food und Slow Food Travel Gailtal.
Wie in „Die Alpenwirtschaft in Kärnten, 1875–1891“, herausgegeben von der K.K. Landwirtschafts-Gesellschaft in Kärnten, nachzulesen, waren im Jahre 1875 die fünf damals bewirtschafteten Almen im Bereich des Kronhofgrabens mit insgesamt 1705 Stück Vieh bestoßen. Der Gesamtertrag an Fettkäse wurde mit ca. 20 Tonnen angegeben. Die Köderalm (damals auch 'Sfonderil') und die Walische Skarnitzalm (dreistufig) hatten italienische Eigentümer, die Deutsche Skarnitzalm, die Bruggeralm und die Frondellalm (dreistufig) waren in Gailtaler Besitz. Die Erhebungsarbeiten hat damals Cosmas Schütz, Sekretär der kärntnerischen Landwirtschafts-Gesellschaft, durchgeführt.

## Zur Geologie des Kronhofgraben
Der Geologe Hans Peter Schönlaub schreibt: „Der Kronhofgraben mit seinen Flanken ist nicht nur ein besonderes geologisches Kleinod, sondern ein Musterbeispiel für die hier herrschende Geodiversität. Es ist eine größtenteils unberührte Natur- und Kulturlandschaft, die sehr sensibel auf menschliche Eingriffe reagiert. Die geologische Überlieferung reicht weit über 460 Millionen Jahre zurück, zwei Gebirgsbildungen und zuletzt die Eiszeit mit ihrem Höhepunkt zwischen 18 und 20.000 Jahren haben sie geprägt. Schiefer- und Kalkgesteine unterschiedlichen Alters bauen dieses Gebiet auf, das vom Menschen seit Jahrhunderten sorgfältig und nachhaltig bewirtschaftet wurde. Nachfolgende Generationen werden dankbar sein, sich auch in Zukunft an und in einer solchen unverfälschten Natur erfreuen und bewegen zu können.“

## Bergbau in der „Stirrwant“
Die Stirrwant ist eine Felswand, die westlich der Unteren Bischofalm unterhalb der Brugger Alm im Kronhofgraben liegt. Lange Zeit war die genaue Lage der Stirrwant und des damit verbundenen Bergbaues unbekannt. Der Bergbau in der Stirrwant, der auf einer Seehöhe von etwa 1240 m bis 1260 m Seehöhe liegt, dürfte im Jahr 1842 noch in Betrieb gewesen sein. Heute findet man noch vier höhlenartige Einbaue mit dazugehöriger Schutthalde sowie Terrassen mit Handbohrlöchern aus dieser Zeit. Da kein Steig zu den Abbaustätten führt, nimmt man an, dass das Erz mittels Sackzug über 100 m zum Assnitzbach transportiert worden ist. In weiterer Folge wurde dieses mittels Schleifen ins Tal nach Laas/Pittersberg zum Hochofen gebracht, wo es geschmolzen wurde. Das Eisenvorkommen der Stirrwant ist nicht, wie sonst in den Karnischen Alpen üblich, an Schiefereinschaltungen gebunden. An der Grenze zwischen Uggwa- und Findenigkalk liegt es in einer Mächtigkeit von bis zu einem Meter waagrecht im Streichen und nach Westen hin um 15° fallend vor. Eine Erzanalyse ergab 37,58 % metallisches Eisen.

## Die Burgruine Weidenburg
Die Burgruine Weidenburg liegt über der Ortschaft Weidenburg am Beginn des Kronhofgraben.

## Der Weidenburger Wasserfall

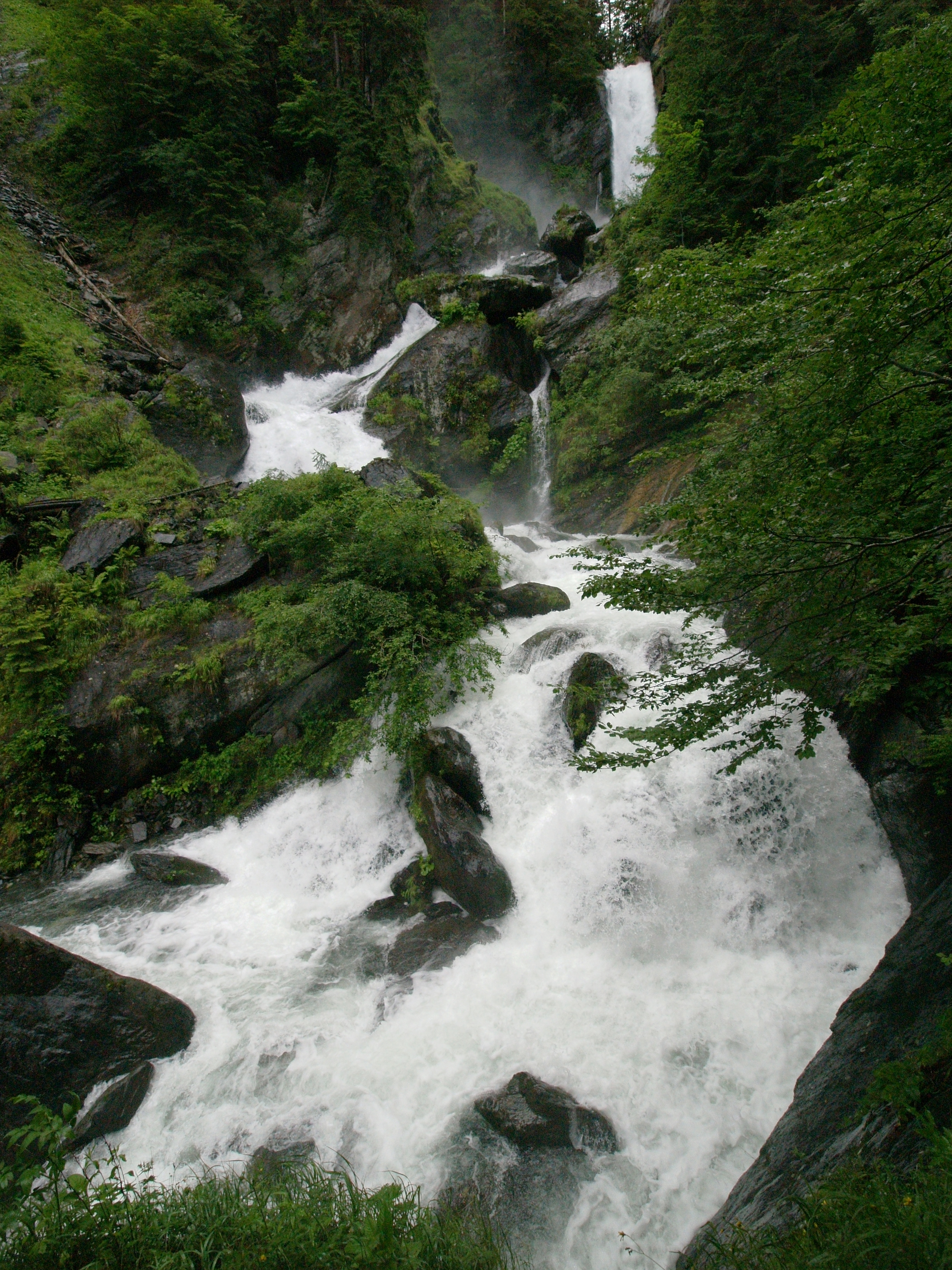
Der Weidenburger Wasserfall mit einer Höhe von 20 m ist ein Naturdenkmal und liegt im Kronhofgraben.

Der Weidenburger oder auch Kronhofer Wasserfall (Listeneintrag) liegt am Ende des Kronhofgrabens. Das Besondere am Weidenburger Wasserfall ist nicht der Wasserfall selbst, wie es ursprünglich durch die Behörden angedacht war, als er zum Naturdenkmal erklärt wurde, sondern die 20 m hohe Felsstufe, über die das Wasser des Assnitzbaches herunterfällt. Durch die Wasserentnahme für ein Wasserkraftwerk oberhalb des Wasserfalles kam es immer wieder dazu, dass dieser dem Charakter eines solchen nicht mehr gerecht wurde. Damit wurde einfach die Felsstufe, die aus Sandstein der Hochwipfelformation besteht, zum Naturdenkmal erklärt. Je nach Niederschlagsintensität und Jahreszeit kann der Weidenburger Wasserfall heute als ein Gerinne oder als Wasserfall wahrgenommen werden.